# Туикнемский мост

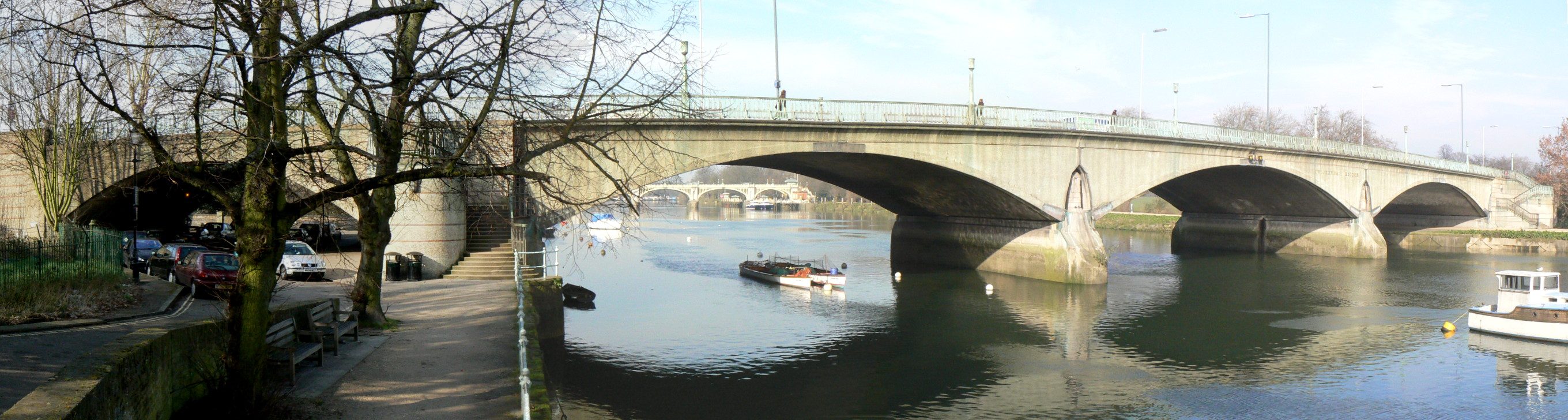
Туикнемский мост — панорама, открывающаяся вниз по течению

Туикнемский мост пересекает Темзу на юго-западе Лондона. Построенный в 1933 году как часть магистральной дороги «Чертси» мост соединяет находящиеся в боро Ричмонд на Темзе район Дир-Парк Ричмонда на южном берегу Темзы с районом Сент-Маргарет на северном берегу. Туикнемский мост получил своё название из-за того, что он находится на дороге в город Туикенем, расположенный примерно в 3 км вверх по течению от моста. В связи с уникальным положением моста на реке, Сент-Маргарет фактически находится на юго-западном конце моста, несмотря на то что этот район находится на северном берегу Темзы, в то время как Ричмонд находится на северо-восточном конце моста.
Мост является частью автомагистрали A316, которая соединяет Центральный и Западный Лондон с автомагистралью М3 в Санбери-на-Темзе.
Архитектором моста был Максвелл Айртон, а главным инженером — Альфред Драйленд. Предложенный проект моста предусматривал строительство четырёх 21-метровых башен на берегах реки с подпорными стенами на высоте 6 метров над уровнем дороги. Проект вызвал широкий протест, и The Daily Telegraph организовала сбор подписей местных жителей против проекта на том основании, что он не подходит под архитектуру Ричмонда.
Окончательный проект моста представлял собой три железобетонные арки, опирающиеся на бетонные опоры с украшениями в стиле ар-деко. Мост оснащён тремя шарнирами, позволяющими конструкции адаптироваться к изменениям температуры. Это первая железобетонная мостовая конструкция в Великобритании, использующая такую инновацию. Пружины арок, как и коронки арок, имеют декоративные бронзовые накладки. Подъездной виадук и подпорные стены были построены из блоков, которые были обработаны железной щёткой для создания эффекта грубой отделки.Балясины и светильники были сделаны из бронзы. Часть светильников и перил была отлита Гильдией Бромсгроув
Мост был открыт 3 июля 1933 года Эдуардом VIII
В 1992 году на Туикнемском мосту была установлена первая в Великобритании камера контроля скорости Gatso.
В 2008 году мост был объявлен сооружением II класса списка памятников архитектуры Соединенного Королевства.